# サン・ジョルジョ・ア・リーリ
サン・ジョルジョ・ア・リーリ（伊: San Giorgio a Liri）は、イタリア共和国ラツィオ州フロジノーネ県にある、人口約2,900人の基礎自治体（コムーネ）。

## 地理

### 位置・広がり

#### 隣接コムーネ
隣接するコムーネは以下の通り。
- カステルヌオーヴォ・パラーノ
- エスペーリア
- ピニャターロ・インテランナ
- サンタポッリナーレ
- ヴァッレマーイオ

### 気候分類・地震分類
サン・ジョルジョ・ア・リーリにおけるイタリアの気候分類 (it) および度日は、zona C, 1099 GGである。
また、イタリアの地震リスク階級 (it) では、zona 2B (sismicità media) に分類される。

## 行政

### 分離集落
サン・ジョルジョ・ア・リーリには、以下の分離集落（フラツィオーネ）がある。
- Cese, Iumari, Torricelli, Morelle, Colli